# 張垣 (崇禎甲戌進士)
張垣（16世紀—17世紀），號九華，陕西漢中府褒城县人，明朝政治人物。

## 生平
崇祯三年（1630年）中庚午科鄉試第十八名舉人，崇禎七年（1634年）登甲戌科進士，吏部觀政，九年授大理寺右評事，十二年廣西主考，十四年考选禮部精膳司主事。

## 家族
曾祖张世臣；祖张税；父张文炫。

## 引用
1. ↑  《崇祯七年甲戌科进士三代履历便览》：张垣，曾祖世臣；祖税；父文炫。九华，易五房，甲午年八月十四日生，汉中府褒城县人，庚午十八，会二百十四名，三甲二百三十七名，吏部观政，丙子授大理寺右评事，己卯广西主考，辛巳考选禮部精膳司主事。
2. ↑  《漢中府志》